# 60
| [ Edytuj tabelę ] |                                         |
| Król Armenii      | - 54 Tiridates I 60 - 60 Tigranes VI 62 |
| Cesarz Chin       | - 57 Han Mingdi 75                      |
| Władca Korei      | - 53 T’aejodae 146                      |
| Król Nabatei      | - 40 Malichus II 70                     |
| Papież            | - 33 Piotr Apostoł 67                   |
| Król Partów       | - 51 Wologazes I 78                     |
| Cesarz Rzymu      | - 54 Neron 68                           |

Rok 60 / LX
stulecia: I wiek p.n.e. ~
I wiek ~
II wiek

lata: 50 «
55 «
56 «
57 «
58 «
59 «
60
» 61
» 62
» 63
» 64
» 65
» 70

## Wydarzenia
Bliski Wschód
- Prawdopodobnie powstała Ewangelia Mateusza (lub po 70).

Europa
- Boudika, królowa Icenów, wznieciła powstanie przeciwko Rzymianom w Brytanii.
- Paweł z Tarsu przez trzy miesiące przebywał na Malcie, gdzie rozbił się statek przewożący go do Rzymu (Dz 28,1-11).
- Tigranes VI został królem Armenii z woli Cesarstwa Rzymskiego.

## Urodzili się
- Gajusz Juliusz Kwadratus Bassus, rzymski urzędnik (zm. 118).
- Juwenalis, rzymski poeta satyryczny (zm. 127/130).